# François-Marie Delorme-Villedaulé
François Delorme Villedaulé  (Saint-Servan le 16 mars 1783 - Dol-de-Bretagne le 23 février 1855) négociant armateur et constructeur de navires corsaires qui fut maire de Saint-Servan de 1817 à 1821.

## Biographie
François Delorme Villedaulé est le fils de François-Guillaume Delorme Villedaulé, un capitaine de vaisseau et de Pélagie-Hélène Pointel, sœur de Luc-François Pointel et morte peu après sa naissance 
D'abord négociant en 1809 puis armateur corsaire à partir de 1813,la guerre de course pendant le Premier empire lui est profitable mais après 1815 il doit se reconvertir. Conseiller général et il se fait élire maire de Saint-Servan le 12 mars 1817 et s'attire ainsi l'animosité des autres négociants armateurs malouins et des légitimistes ce qui n'est sans doute pas étranger aux difficultés financières qu'il rencontre en 1820/1821. Il abandonne la mairie de saint-Servan et s'établit avec sa famille à Épiniac près de Dol comme exploitant agricole et il devient maire d'Épiniac de 1830 à 1837 là encore il doit faire face à l'hostilité des légitimistes menés par le clergé de Dol.  
Sa santé s'altère et il doit se retirer à Dol en 1837 où il acquiert une partie du vieil hôpital en 1840 mais il ne peut concrétiser son projet d'y établir une imprimerie faute d'autorisation car il est également devenu suspect aux orléanistes et doit y renoncer en 1842. En 1847 il perd son épouse Marie Bourdasse (née en 1791) et en 1848/1849 quatre de ses quatorze enfants. Il meurt à Dol désespéré et quasi ruiné le 23 février 1855. La précarité de sa situation rend délicat l'établissement de ses fils et le mariage de ses filles avec de bons partis.

## Source
- Gilles Foucqueron, Saint-Malo, deux mille ans d'histoire, éditions Foucqueron, Saint-Malo, 1999  (ISBN 2-95003042-4).
- Gilbert Buti, Philippe Hrodej (dir.), Dictionnaire des corsaires et pirates, CNRS éditions, 2013